# KkStB 197
Die kkStB 197 war eine Tenderlokomotivreihe der k.k. Staatsbahnen (kkStB) für Nebenbahnen, die ursprünglich von der k.k. priv. Kaiser Ferdinands-Nordbahn (KFNB) stammten.

## Geschichte

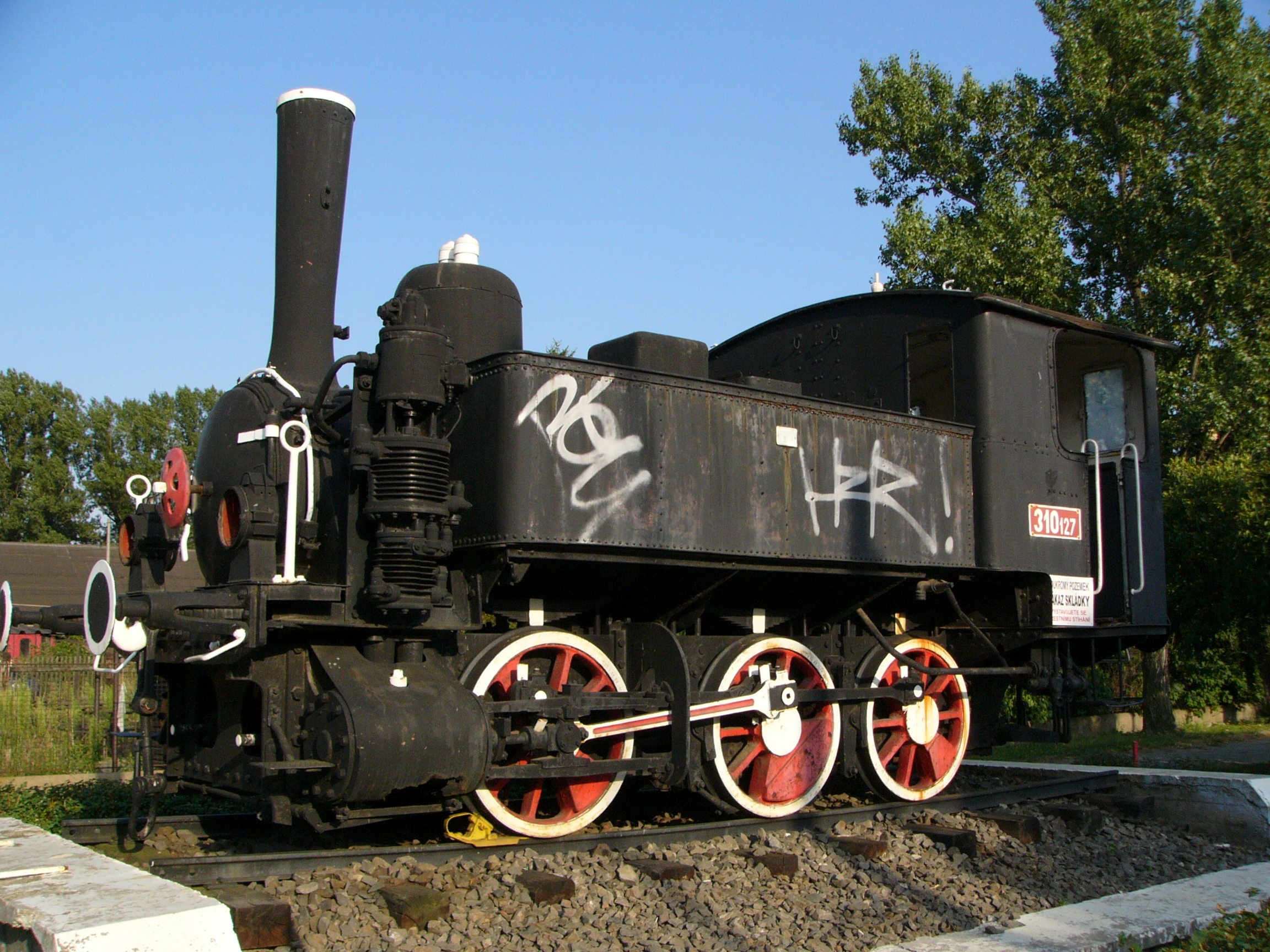
ČSD 310.127 als Denkmallokomotive in Prostějov (2007)

Die Lokomotiven wurden von den Lokomotivfabriken Floridsdorf und Wiener Neustadt von 1888 bis 1905 für die KFNB gebaut. Sie unterschieden sich von der für die kkStB gebauten Reihe 97 durch eine höhere Leistung und die innenliegende Steuerung.

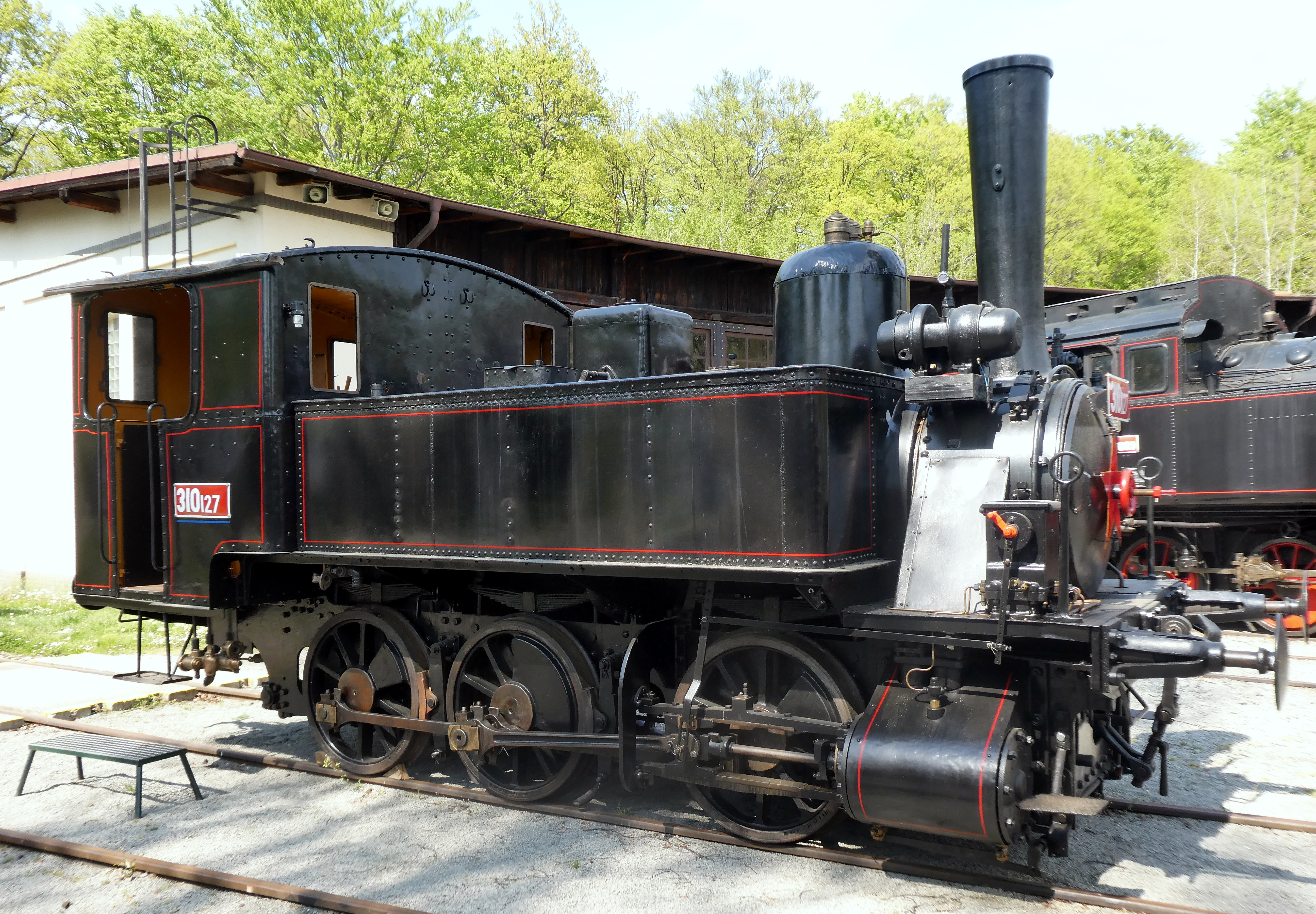
310.127 im Eisenbahnmuseum Lužná

Von den 43 Stück dieser Reihe gehörten 33 zum Hauptbahnnetz der KFNB, zwei zum Lokalbahnnetz und acht zu den von der KFNB betriebenen Lokalbahnen Mutenitz–Gaya, Otrokowitz–Zlin–Wisowitz und Lundenburg–Eisgrub. Die ersten 17 Maschinen bekamen noch Namen, die unter KFNB IX nachzulesen sind. Die 197.32–35 und 38–39 (KFNB 912–913, 916–919) hatten eine etwas kleinere Feuerbüchsheizfläche. Neben den konzessionierten Lokalbahnen wurden sie auch auf den eigenen Strecken Drösing–Zistersdorf und Gänserndorf–Marchegg eingesetzt.
Nach dem Ersten Weltkrieg kamen alle Lokomotiven in den Bestand der Tschechoslowakischen Staatsbahnen (ČSD). Sie erhielten dort 1925 die Nummern 310.101 bis 310.140. Drei Lokomotiven wurden 1924 und 1926 an die Mährisch-Schlesische Landeseisenbahn (MSLB) verkauft, eine wurde bereits 1924 kassiert.
Die auf der Lokalbahn Otrokowitz–Zlin–Wisowitz eingesetzten Lokomotiven wurden Anfang der 1930er Jahre an die Otrokovicko-zlínsko-vizovická dráha (OZVD) verkauft. Später kam noch eine weitere hinzu. Sie trugen dort als Privatbahnlokomotiven die Nummern 310.901 bis 903. Die drei Lokomotiven der MSLB bekamen die Nummern 310.904 bis 906.
Im Laufe des Zweiten Weltkrieges kamen 21 Lokomotiven der Reihe zur Deutschen Reichsbahn (DR), die sie als 98 7711 bis 98 7731 bezeichnet. Die DR musterte die Lokomotiven allerdings bald aus. Die letzten Maschinen wurden 1944 als Werkslokomotiven an Böhler-Kapfenberg verkauft.
Eine Lokomotive, die ehemalige 197.38 (ČSD 310.135, DR 98.7729) verblieb nach 1945 in Österreich. Ab 1953 als 389.01 bezeichnet, wurde sie am 2. März 1955 durch die Österreichischen Bundesbahnen (ÖBB) ausgemustert.

### Verbleib

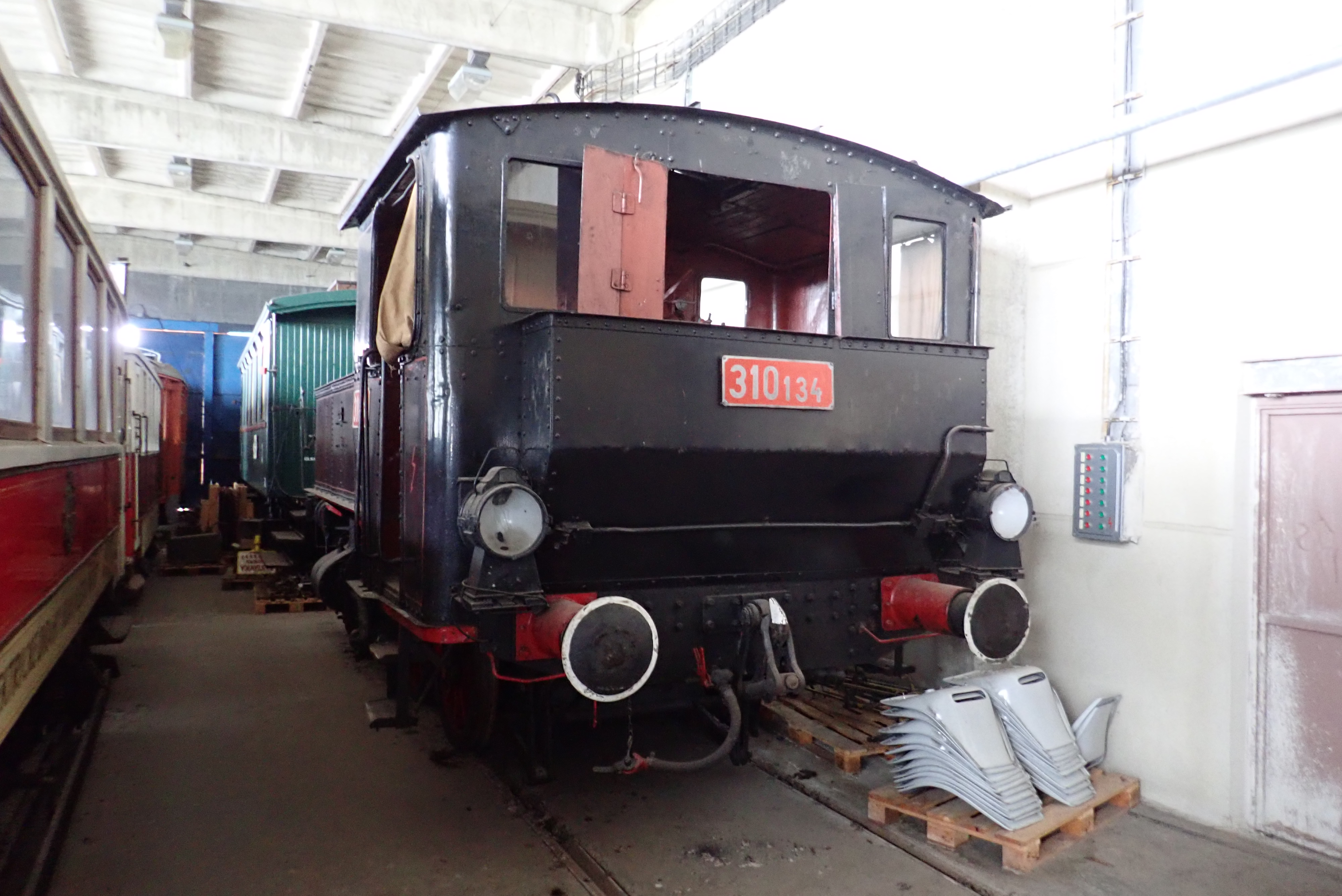
ČSD 310.134 im Depot Líšeň des Technischen Museums Brünn (2018)

Eine der beiden erhaltenen Maschinen ist ČSD 310.134 (197.37), sie war 1949 an die Zuckerfabrik im nordböhmischen Most verkauft worden und zuletzt Werklokomotive der Zuckerfabrik Mnichovo Hradiště. Im Sommer 1975 nutzten die Filmstudios Barrandov die noch betriebsfähige Lokomotive als Kulisse auf der Strecke Velké Březno–Úštěk für die Produktion von Die Herren Buben (Páni kluci). Im August 1975 sie darüber hinaus noch vor Sonderfahrten auf der Bahnstrecke Kopidlno–Bakov nad Jizerou zum Einsatz. Seit 1978 gehört sie zum Bestand des Technischen Museums Brünn. Sie ist dort im Museumsdepot Líšeň hinterstellt. 
Die ČSD 310.127 (197.30) stand lange Jahre als Denkmallokomotive auf dem Bahnhofsvorplatz in Prostějov, ist jedoch mittlerweile im Eisenbahnmuseum Lužná untergekommen und wurde dort restauriert.